# Meitantei Conan: Zero no shikkōnin
Meitantei Conan: Zero no shikkōnin (jap. 名探偵コナン ゼロの執行人 Meitantei Konan: Zero no shikkōnin, ang. Detective Conan: Zero the Enforcer) – japoński film anime wyprodukowany w 2018 roku, dwudziesty drugi film z serii Detektyw Conan. Piosenką przewodnią filmu była „Zero -ZERO-”, śpiewana przez Masaharu Fukuyamę.
Film miał swoją premierę 13 kwietnia 2018 roku w Japonii przynosząc łączny dochód 9,18 mld jenów, znalazł się na drugiej pozycji na liście najbardziej dochodowych japońskich filmów.

## Obsada
- Minami Takayama – Conan Edogawa
- Wakana Yamazaki – Ran Mōri
- Rikiya Koyama – Kogorō Mōri
- Kappei Yamaguchi – Shinichi Kudō
- Megumi Hayashibara – Ai Haibara
- Yukiko Iwai – Ayumi Yoshida
- Ikue Ōtani – Mitsuhiko Tsuburaya
- Wataru Takagi – Genta Kojima, Wataru Takagi
- Gara Takashima – Eri Kisaki
- Kazuhiko Inoue – Ninzaburō Shiratori
- Yukimasa Kishino – Hyōe Kuroda
- Nobuo Tobita – Yūya Kazami
- Aya Ueto – Kyōko Tachibana
- Daikichi Hakata – Fumikazu Haba
- Miina Tominaga – Sayoko Iwai
- Tokuyoshi Kawashima – Makoto Kusakabe
- Tōru Furuya – Rei Furuya/Tōru Amuro

i inni